# Das Rebhuhn und die Hähne

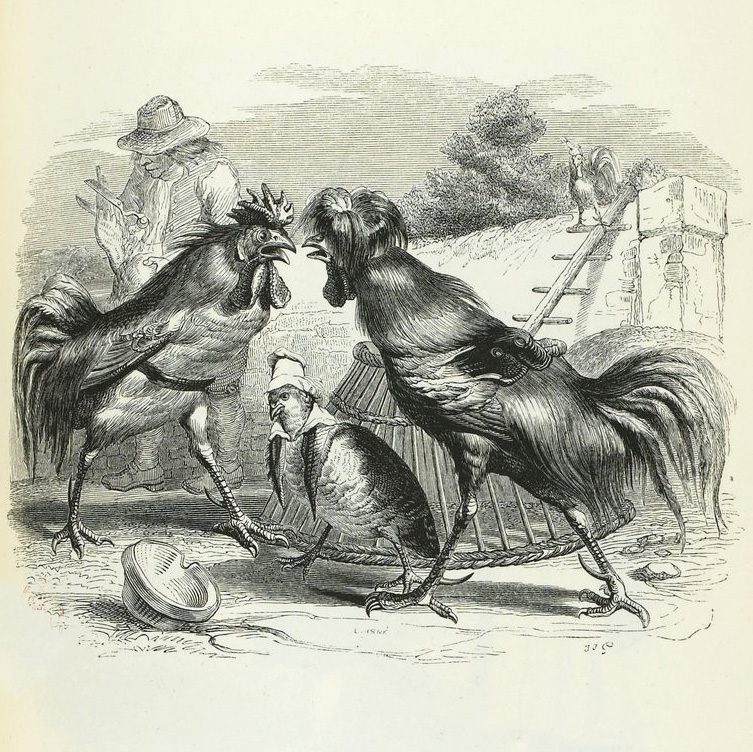
La Perdrix et les Coqs (Illustration von Grandville)

Das Rebhuhn und die Hähne (französisch: La Perdrix et les Coqs) ist eine der Fabeln von La Fontaine. Jean de La Fontaine arbeitete eine eigene Version einer Fabel aus, die bereits bei Äsop unter dem lateinischen Namen Galli et Perdix bekannt war.
Ein Rebhuhn wurde unter Hähnen gefüttert, die nicht sehr galant, sondern immer lärmend und turbulent waren. Das Rebhuhnweibchen hoffte aufgrund seines Geschlechts, dass ihm seitens dieser Hahnmänner Liebe entgegengebracht und in der Menagerie Ehre erwiesen würde. Dieses unhöfliche Volk hatte jedoch für die fremde Dame wenig Respekt und verpasste ihr oft schreckliche Schläge. Zuerst war das Rebhuhn verzweifelt; aber bald sah es, dass diese wütende Truppe sich auch selbst bekämpfte und ihre Flanken behackte. Es tröstete sich. Es sind ihre Bräuche, sagte das Rebhuhn, lasst uns sie nicht beschuldigen, sondern Mitleid haben mit diesen Leuten, denn Jupiter hat nicht alle Köpfe auf einem Modell geformt. Der Meister dieses Ortes beherbergt uns zusammen und schneidet uns die Flügel ab. Nur über diesen Menschen müssen wir uns beschweren.
Die größte Gefahr für Kulturrelativismus und kulturelle Toleranz ergibt sich aus der inhärenten Tendenz jeder Tierart, sich anderen überlegen zu fühlen. Dieser Parti-Pris (vorgefasste Ansicht) verhindert Objektivität und führt zu einer unvollständigen, wenn nicht falschen Ansicht der Realität.